# Stop the War in Croatia
Stop the War in Croatia (hrv. Zaustavite rat u Hrvatskoj), posljednji album i proturatna pjesma hrvatskog glazbenika Tomislava Ivčića iz 1991. godine. S pjesmom i glazbenim spotom predstavio je tadašnju situaciju u Hrvatskoj, na početku velikosrpske agresije.
Pjesma je dospjela veliku slušanost širom svijeta, tako da je ušla u američku top-ljestvicu Billboard Hot 100.
Pozivu koji je pokrenuo Tomislav Ivčić potporu su pružile i mnoge svjetske zvijezde. Engleski glazbenik Phil Collins je javno pozvao ljude da, koliko god mogu, pomažu djeci u Hrvatskoj. Također nije izostala potpora hrvatskih umjetnika i sportaša.
Prema Hrvatskoj radioteleviziji, pjesma je pomogla širiti vijest o ratu u Hrvatskoj na globalnoj pozornici, što je kasnije dovelo do međunarodnog priznanja Hrvatske.

## Emitiranje
Hrvatska radiotelevizija je prvi put emitirala pjesmu 12. kolovoza 1991. godine. Uskoro su mnoge svjetske postaje emitirale spot o ratu u Hrvatskoj.
U Novom Južnom Walesu čak je ušla u top-ljestvicu među prvih deset najslušanijih pjesama.

## Top-ljestvice
| Top-ljestvica (1991.) | Položaj |
| --------------------- | ------- |
| Australija (AR1A)     | 7.      |

## Vanjske poveznice
- HD inačica spota na YouTubeu